# شمشاد باهامي
شمشاد باهامي (الاسم العلمي:Buxus bahamensis) هو نوع من النباتات يتبع جنس الشمشاد من الفصيلة الشمشادية.